# Rachel Jana’it Ben-Cewi
Rachel Jana’it Ben-Cewi (hebr. רחל ינאית בן-צבי, ur. 1886 w Malinie, zm. 16 listopada 1979) – izraelska pedagog i aktywistka, autorka wielu publikacji, działaczka syjonistyczna. Żona drugiego prezydenta Izraela, Jicchaka Ben Cewiego.

## Życiorys
Urodziła się w 1886 roku jako Golda Liszanska. Była aktywistką lewicowej partii syjonistycznej, Poalej Syjon. Uczyła się w Rosji, a później we Francji, studiując agronomię. W 1908 r. wyemigrowała do Palestyny, która wówczas znajdowała się pod panowaniem Imperium Osmańskiego. Stała się liderem wśród żydowskich robotników drugiej aliji. Należała do założycieli i wykładowców Gimnazjum hebrajskiego Rehaviah w Jerozolimie. Współpracowała przy organizacji żydowskiej straży, Ha-Szomer Ha-Cair. W 1918 r. wyszła za mąż za Jicchaka Ben Cewiego, działacza Poalej Syjon i Ha-Szomeru. Mieli dwóch synów. 
Po I wojnie światowej założyła "Farmę Edukacyjną" w Jerozolimie - gospodarstwo, które zapewniło kobietom naukę rolnictwa.  Była również aktywna w organizacji paramilitarnej Hagana i zorganizowała tajną aliję imigrantów poprzez Syrię i Liban. Jej syn Eli zmarł w marcu 1948 roku w Bet Keszet podczas wojny domowej w Palestynie. Po utworzeniu państwa Izrael aktywnie uczestniczyła w przyjmowaniu imigrantów z krajów arabskich. W 1952 r. jej mąż został mianowany prezydentem Izraela. Jako pierwsza dama Izraela wspierała ludzi ze wszystkich warstw społeczeństwa izraelskiego. W tym czasie pisała o edukacji i obronie, a także napisała autobiografię o nazwie We are Olim, która została wydana w 1961 roku. W 1978 roku Ben-Cewi otrzymała Nagrodę Izraela za szczególny wkład w społeczeństwo i państwo Izrael.